# Pavol Bartoš
Pavol Bartoš (* 24. dubna 1964) je bývalý slovenský fotbalista. Po skončení aktivní kariéry pracuje jako trenér mládeže.

## Fotbalová kariéra
V československé lize hrál za ZVL Považská Bystrica a Plastiku Nitra. V československé lize nastoupil ve 30 utkáních a dal 4 góly.

## Ligová bilance
| Ročník                                   | Zápasy | Góly | Klub                  |
| ---------------------------------------- | ------ | ---- | --------------------- |
| 1. československá fotbalová liga 1989/90 | 25     | 4    | ZVL Považská Bystrica |
| 1. československá fotbalová liga 1992/93 | 5      | 0    | FC Nitra              |
| LIGA CELKEM                              | 30     | 4    |                       |